# Ándros (île de Grèce)
Pour les articles homonymes, voir Île Andros et Andros.
Ándros (grec ancien : Ἄνδρος, grec moderne : Άνδρος) est une île grecque de l'archipel des Cyclades en mer Égée. Sa superficie est de 383 km2.

## Généralités
Située entre l'Eubée et Tinos, c'est l'île la plus septentrionale de l'archipel, et aussi l'une des plus vastes. Elle a la particularité de compter plusieurs plissements montagneux orientés sur la largeur de l'île (du sud-ouest au nord-est) qui ont pour effet de cloisonner l'île en autant de vallées difficilement reliées entre elles. Une de ces crêtes montagneuses se termine par la ville d'Ándros.

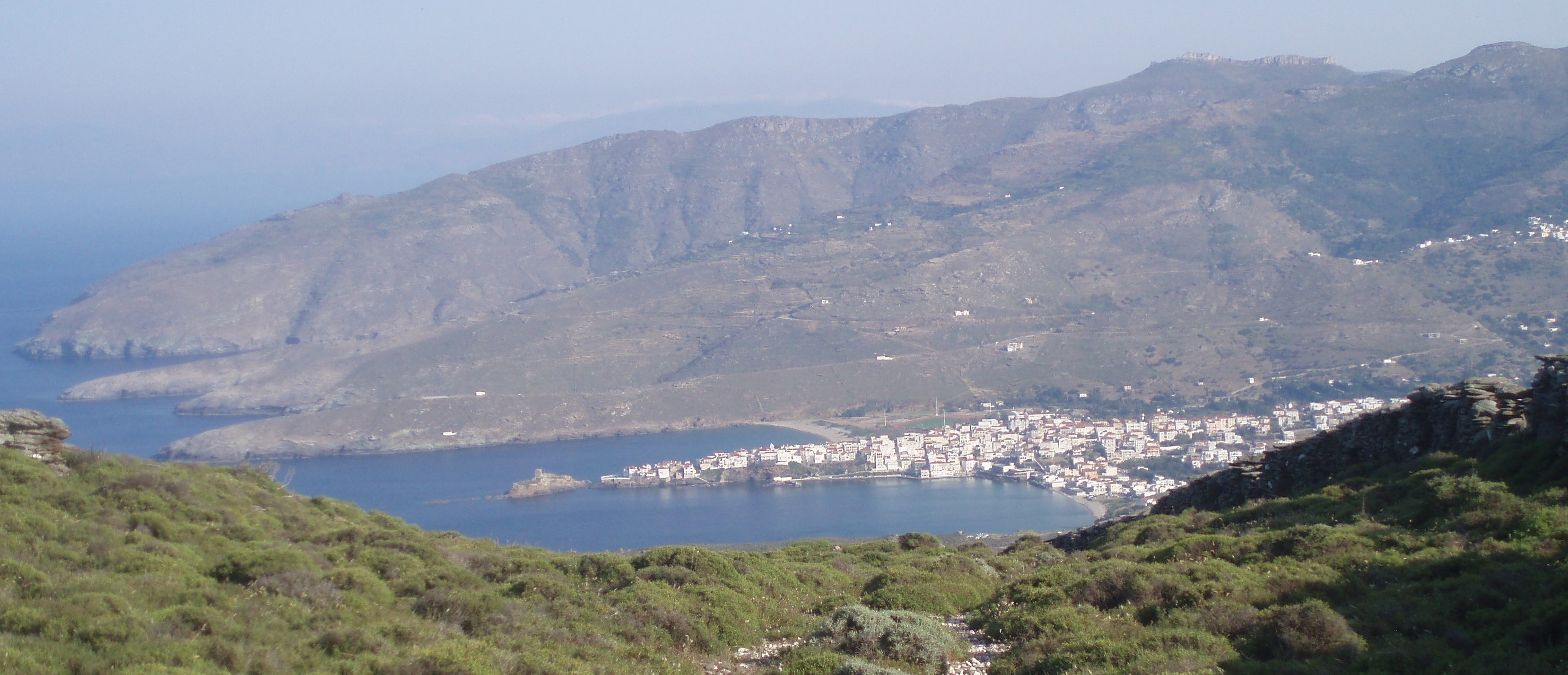
Vue d'Ándros.

Le sol est schisteux. La plupart des maisons et les murets délimitant les champs utilisent ce matériau. L'île est relativement fertile et boisée comparativement à ses voisines et possède de nombreuses sources, l'eau de l'une d'entre elles étant même exportée (Source Sariza à Apikia).
La capitale de l'île se nomme Chora ou Ándros et se situe sur la côte Est ; elle a détrôné l'ancienne capitale Messaria au XIXe siècle à la suite de la montée en puissance des armateurs face aux propriétaires terriens.
Le port principal est Gavrio sur la côte Ouest.
La station estivale la plus fréquentée est Batsi à l'ouest.
De célèbres familles d'armateurs (Goulandris, Embiríkos) sont originaires de l'île, et jouent un rôle de mécènes.
La population du Nord-Ouest de l'île est traditionnellement arvanite.
Dans l'Antiquité, Ándros est réputée pour son vin : l'île est consacrée à Dionysos; régulièrement, l'eau de sources situées sous son temple se serait changée en vin. (Pausanias, Description de la Grèce [détail des éditions] [lire en ligne] VI, 26, 2).

## Histoire

### Antiquité
- Les Grecs habitent l'île depuis le IIe millénaire av. J.-C. Ses premiers seraient des Achéens. Elle forme l'équivalent d'une cité grecque continentale. Ándros est à l'origine dirigée par un roi. Au fil du temps, le régime évolua vers un gouvernement oligarchique au fur et à mesure que le roi perdait en pouvoir au profit de l'aristocratie de guerriers l'entourant.
- Les Ioniens arrivèrent sur l'île vers les XIe siècle et Xe siècle avant notre ère.
- L'île fut prise par Érétrie au VIIIe siècle av. J.-C. La domination érétrienne cessa après la guerre lélantine, vers 650 av. J.-C.
- Elle fonda vers 650 trois colonies en Chalcidique, Acanthos, Sanè (en) et Stagire, future ville de naissance d'Aristote. Elle fonda également Argilos en Thrace.
- Pendant la seconde guerre médique, Ándros se soumit au grand roi achéménide Xerxès Ier et lui fournit des navires (Hérodote, VIII, 66). Pour cette raison, elle fut assiégée par Thémistocle (ibid., VIII, 111).
- Après la guerre, elle entra dans la ligue de Délos mais entretint de mauvaises relations avec Athènes, qui finit par lui imposer des clérouquies.
- Pendant la guerre du Péloponnèse, des contingents d'Ándros participèrent aux opérations athéniennes, en particulier en Corinthie, en 425. En 407, Alcibiade fit étape à Ándros sur la route de Samos, mais ne parvint pas à prendre l'île. En 378–377, Ándros rejoignit la seconde ligue athénienne.
- Après une période d'instabilité, l'île fut occupée par Philippe V de Macédoine, au cours de la première guerre crétoise. En 199[1], Ándros fut prise et pillée par les flottes de Rome et Pergame, au cours de la deuxième guerre macédonienne, et attribuée à Attale Ier.
- Après la mort d'Attale III en 133 av. J.-C. elle passa comme le reste des domaines attalides à la province d'Asie[2].

### Empire byzantin
En 681, Constantinople accorda à Ándros son propre évêque. Au début du IXe siècle, le jeune Léon le Mathématicien vint de Constantinople s'y instruire auprès d'un savant moine et y chercher des livres introuvables dans la capitale. Au XIe siècle, l'île devint un grand centre d'élevage de vers à soie (plaine de la Messaria). Un des croisés de la Première croisade, Seawulf en atteste l'existence en 1102. Cette industrie ne disparut qu'au XIXe siècle, à la suite d'une épidémie qui tua les vers dans les cocons.
En 1119, Jean II Comnène refusa de renouveler la chrysobulle que son père Alexis avait accordée aux Vénitiens, considérant qu’ils abusaient de leurs privilèges. Venise profita de l’appel de Baudouin II de Jérusalem après la défaite du Champ du Sang pour régler son différend avec l’Empereur byzantin. En 1122, une flotte de plus de cent navires quitta Venise pour la Terre Sainte. À l’aller, la flotte ravagea la côte dalmate. Au retour, en 1125, diverses îles byzantines furent pillées, dont Ándros.

### Périodes franque et ottomane
Ándros eut à subir les conséquences de la quatrième croisade et fut conquise par les seigneurs latins. Bien que clairement accordée à Venise dans le Partitio Terrarum, l'île fut laissée aux aventuriers vénitiens. Marino Dandolo s'en empara et prêta hommage au duché de Naxos ; il fut cependant dépossédé de ses possessions entre 1238 et 1243 par Geremia Ghisi, un autre conquérant latin, provoquant un procès qui dura plusieurs années entre les Ghisi et les héritiers de Dandolo. La veuve de Marino Dandolo avait épousé en secondes noces Jacopo Querini, et leur fils Niccolo Querini désirait garder la souveraineté sur Ándros. Le duc de Naxos, Marco II Sanudo, refusa de lui confier le fief. Querini en appela au Sénat vénitien qui convoqua Marco Sanudo. Dans le fonctionnement féodal, ce dernier argua que Venise n'était pas compétente pour régler ce différend qui relevait de la justice féodale naxiote. De plus, le suzerain de Marco Sanudo n'était pas la république de Venise, mais le prince de Morée.
Un nouveau différend se produisit à la fin du XIVe siècle. Le duc Niccolo III avait concédé Ándros à sa demi-sœur Maria Sanudo, mais en 1384 Francesco I Crispo donna cependant Ándros à Pietro Zeno, époux de sa fille Pétronille. La famille Zeno la conserva jusqu'en 1440, date à laquelle elle fut rendue au fils de Maria, Crusino Sommaripa. Un accord entre Venise et l'Empire ottoman en 1419 confirmait la souveraineté vénitienne sur Ándros, mais le déclin de la Sérénissime permit aux Génois de piller l'île. En 1468, le seigneur d'Ándros Giovanni Sommaripa fut tué lors d'un raid ottoman qui détruisit aussi la chora et emmena une partie de la population en esclavage.
Elle fut une des îles de l'archipel les plus divisées par la féodalité franque. Les grandes familles, les tzakia, se partagèrent l'île en très nombreux fiefs.
L'île passa sous la domination ottomane en 1538, à la suite de l'expédition de Barberousse. Le seigneur latin, Crusino III Sommaripa, resta à la tête de l'île en échange du paiement d'un tribut annuel. Son fils Gianfrancesco fut dépossédé en 1566, l'ile étant attribuée à Joseph Nassi en même temps que le duché de Naxos ; il resta cependant au pouvoir, mais en tant que représentant du gouverneur du duché pour le compte de Nassi, Francesco Coronello, dont il épousa la fille.
L'évolution du gouvernement ne changea rien au fonctionnement de l'île. Les serfs continuèrent à travailler pour les tzakia qui servirent le nouveau pouvoir comme elles avaient servi l'ancien. Seul un aga attestait de la présence ottomane.

### XIXeetXXesiècles
Au milieu du XVIIIe siècle, une partie de la population paysanne se tourna vers la mer pour échapper à la domination féodale. Ándros devint une île d'armateurs. Elle ne connut pas, à ses débuts, les mêmes succès et la même puissance qu'Hydra ou Spetses, mais au contraire de ses rivales, elle sut prendre le virage de la vapeur au milieu du XIXe siècle. Cette puissance des armateurs réussit à détruire la puissance féodale des tzakia.
Les armateurs andriotes les plus célèbres sont issus de la famille Goulandris, à qui on doit de nombreux musées, tant à Chora sur Ándros qu'à Athènes, principalement celui de la civilisation cycladique.
Le 10 mai 1821 Theóphilos Kaíris, un des grands intellectuels grecs, entraîna l'île dans la guerre d'indépendance grecque. Son discours poussa les armateurs à mettre leur flotte au service de l'insurrection.

## Mythes
- Selon la mythologie, elle tire son nom d'Andréos, à qui Rhadamanthe a laissé le contrôle de l'île (Diodore de Sicile, Bibliothèque historique [détail des éditions] [lire en ligne], V, 79).
- Selon une autre tradition, elle est peuplée par des guerriers de Cos menés par Phidippos, de retour de la guerre de Troie (Pseudo-Apollodore, Épitome [détail des éditions] [lire en ligne], VI, 15b).

## Lieux remarquables

### Ándros Chora
Ándros, le village principal, est posé sur une crête rocheuse s'avançant dans la mer et se terminant par le kastro.

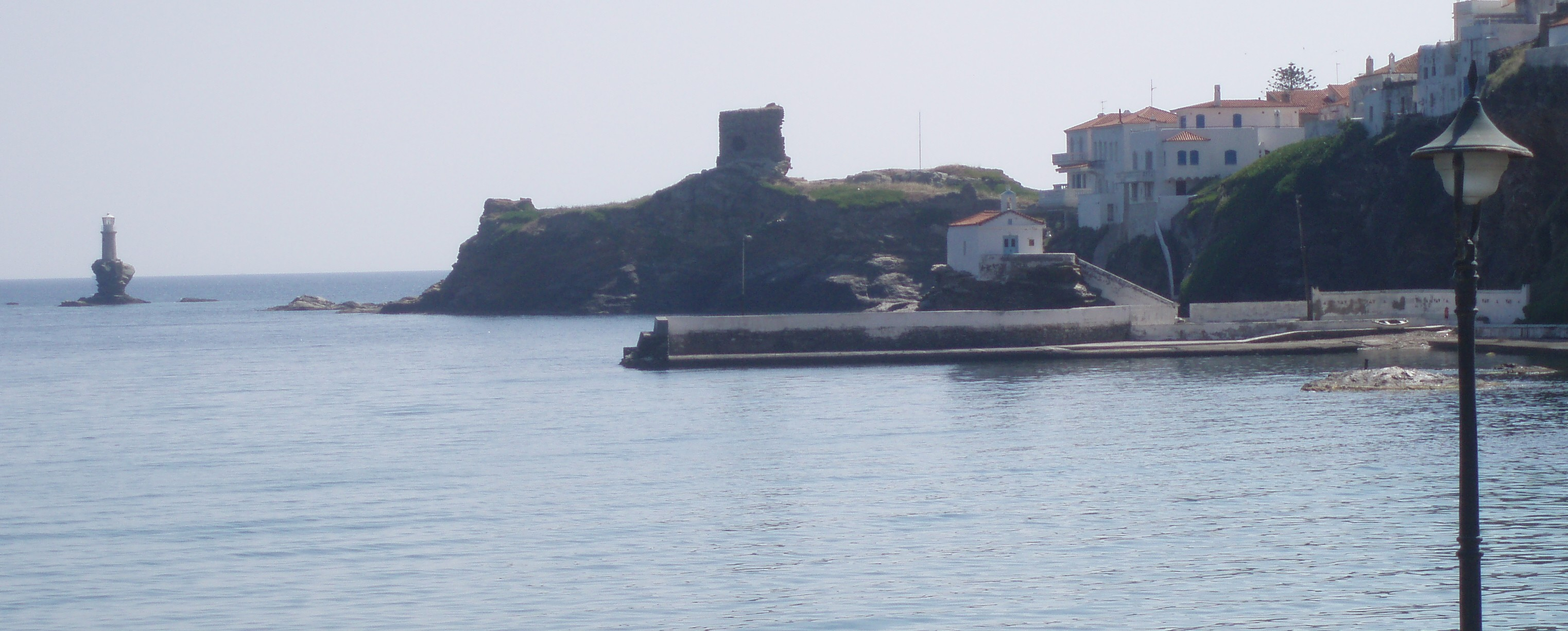
Ruines du kastro vénitien (Mesa Kastro) à Ándros.

### L'église desTaxiarques
Cette église se situe à Messaria, à quelques kilomètres au sud-ouest du chef-lieu Ándros. Elle conserve la dédicace de 1158 de ses fondateurs Constantin Monastériotès et Irène Prasiné. On y trouve des marbres polychromes et des fresques restaurés au XVIIIe siècle apr. J.-C.

### Musées
À Ándros, capitale de la côte est de l'île, place Theóphilos Kaíris, se trouvent deux musées fondés par Basil et Elise Goulandris : le Musée d'art contemporain Goulandrís, qui porte aussi le nom de MOCA Andros et le musée archéologique d'Ándros

## Personnalités liées à l'île
- Michaḯl Tómbros (1889-1974), sculpteur, mort à Korthi sur l'île d'Ándros. Une partie importante de son œuvre est présentée au Musée d'art contemporain Goulandris d'Ándros.